# Voděrady (district de Rychnov nad Kněžnou)
Pour les articles homonymes, voir Voděrady.
Voděrady (en allemand : Wodierad) est une commune du district de Rychnov nad Kněžnou, dans la région de Hradec Králové, en République tchèque. Sa population s'élevait à 733 habitants en 2020.

## Géographie
Voděrady se trouve à 7 km à l'ouest de Solnice, à 11 km à l'ouest-nord-ouest de Rychnov nad Kněžnou, à 24 km à l'est de Hradec Králové et à 124 km à l'est-nord-est de Prague.
La commune est limitée par Přepychy au nord-ouest, par Trnov au nord-est, par Byzhradec et Černíkovice à l'est, par Lično au sud, et par Týniště nad Orlicí au sud-ouest.

## Histoire
La première mention écrite de la localité date de 1355.